# Copa Ouro Feminina da CONCACAF
A Copa Ouro Feminina da CONCACAF é uma futura competição quadrienal de futebol feminino de seleções organizada pela Confederação de Futebol da América do Norte, Central e Caribe (CONCACAF). Foi anunciada em dezembro de 2020, inicialmente sem nome, embora referida como uma versão feminina da "Liga das Nações da CONCACAF". A marca oficial foi anunciada em agosto de 2021, com a CONCACAF descrevendo o torneio como sua "principal competição internacional feminina".

## História
Em 10 de dezembro de 2020, o conselho da CONCACAF aprovou a estrutura e o calendário de uma competição feminina com um formato semelhante a "Liga das Nações da CONCACAF". No entanto, o nome e a marca do torneio ainda não haviam sido determinados na época. A competição tem como objetivo de proporcionar mais jogos de seleções nacionais para todas as associações membras da confederação. Em 19 de agosto de 2021, foi anunciado que a competição seria denominada de "Copa Ouro Feminina da CONCACAF", com a marca também sendo revelada na ocasião.
Em 27 de janeiro de 2023, os Estados Unidos foram confirmados como anfitriões da primeira edição do campeonato. Além disso, os quatro melhores times da Copa América Feminina de 2022 da Confederação Sul-Americana de Futebol (CONMEBOL) foram confirmados como convidados para o torneio inaugural.

## Formato
A competição de qualificação, conhecida como "Road to CONCACAF W Gold Cup", começará com uma fase de grupos, contando com 33 seleções femininas da CONCACAF divididas em três ligas (A, B e C). Cada liga contará com três grupos, contendo três times cada na Liga A e quatro times cada nas Ligas B e C. Os times de cada grupo jogarão entre si em casa e fora no formato todos contra todos. As três melhores equipes da Liga A se classificarão diretamente para a Copa Ouro. Os vice-campeões da Liga A e os vencedores dos grupos da Liga B participarão de um play-in para disputar as três últimas vagas na Copa Ouro. As duas seleções femininas da CONCACAF que se classificarem para os Jogos Olímpicos de Verão de 2024 receberão uma vaga direta para a competição, pulando a fase qualificatória.
A Copa Ouro contará com doze equipes, incluindo as duas equipes que se classificaram para os Jogos Olímpicos de Verão, as seis equipes classificadas da fase de grupos e do play-in, e quatro seleções nacionais convidadas. As doze equipes serão divididas em três grupos de quatro e competirão em turno único. Oito times, os dois primeiros colocados de cada grupo e os dois melhores terceiros colocados, avançarão para a fase eliminatória. A fase eliminatória consistirá em quartas de final, semifinais e uma final para determinar o campeão.

## Resultados

### Títulos por país
| Seleção        | Títulos  | Vices    | Semifinalista |
| -------------- | -------- | -------- | ------------- |
| Estados Unidos | 1 (2024) | —        | —             |
| Brasil         | —        | 1 (2024) | —             |
| Canadá         | —        | —        | 1 (2024)      |
| México         | —        | —        | 1 (2024)      |

## Quadro de participações
Legenda
- 1.º — Campeão
- 2.º — Vice-campeão
- SF — Semifinal
- QF — Quartas de final
- FG — Fase de grupos
- Q — Qualificado para o próximo torneio
- — Anfitrião

| País                 | 2024 | Edições |
| -------------------- | ---- | ------- |
| Costa Rica           | QF   | 1       |
| Canadá               | SF   | 1       |
| El Salvador          | FG   | 1       |
| Estados Unidos       | 1.º  | 1       |
| México               | SF   | 1       |
| Panamá               | FG   | 1       |
| Porto Rico           | FG   | 1       |
| República Dominicana | FG   | 1       |
| Equipes convidadas   |      |         |
| Argentina            | QF   | 1       |
| Brasil               | 2.º  | 1       |
| Colômbia             | QF   | 1       |
| Paraguai             | QF   | 1       |